# Cinco Villas (Aragão)

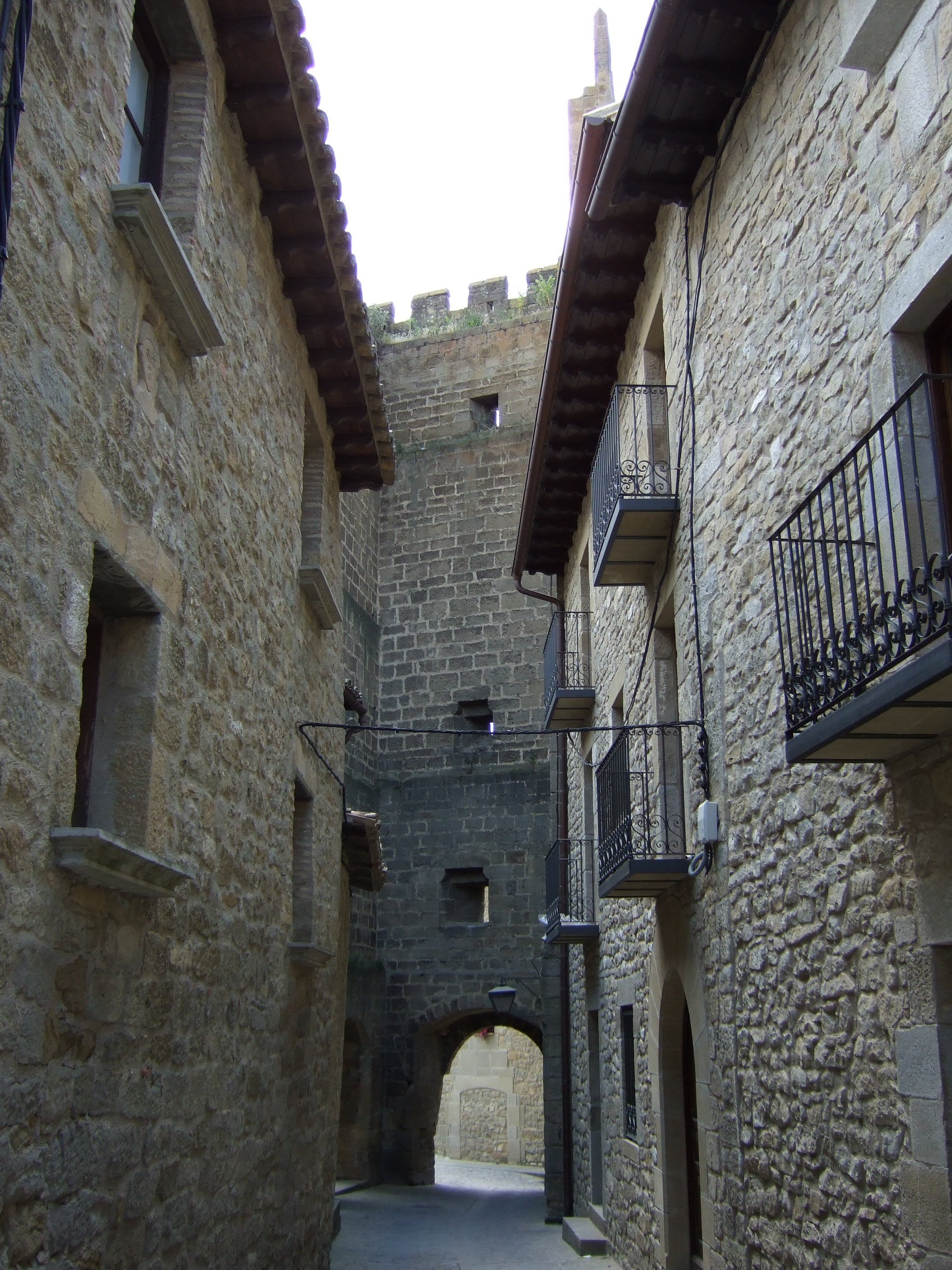
Portão da muralha da cidade em Sos del Rey Católico.

Cinco Villas é uma comarca da Espanha, no noroeste da província de Saragoça, comunidade autónoma de Aragão. Tem 3 062,5 km² de área e em 2022 tinha 30 815 habitantes (densidade: 10 hab./km²). A sua capital é Ejea de los Caballeros.
As cinco vilas que dão nome à comarca são Tauste, Ejea de los Caballeros, Sádaba, Uncastillo e Sos del Rey Católico. Além destas, fazem parte da comarca município de Ardisa, Asín, Bagüés, Biel, Biota, Castejón de Valdejasa, Castiliscar, Erla, El Frago, Isuerre, Layana, Lobera de Onsella, Longás, Luesia, Luna, Marracos, Navardún, Orés, Las Pedrosas, Piedratajada, Los Pintanos, Puendeluna, Sádaba, Sierra de Luna, Undués de Lerda, Urriés e Valpalmas.